# Alanis Morissette
Alanis Morissette (født 1. juni 1974) er en canadisk Grammy-vindende sangerinde og skuespillerinde.
Alanis er hovedsageligt kendt for sit tredje album, Jagged Little Pill, som er blevet solgt i ikke færre end 30 millioner eksemplarer på verdensplan.

## De tidlige år
Alanis Morissette stammer fra Ottawa i Canada, og hendes forældre er skolelærere. Hun har desuden to brødre, hvoraf den ene er hendes tvillingebror. Allerede som meget ung sprang hun ud som sangerinde og sangskriver, og som 9-årig skrev hun sin første sang. Efter en periode som medvirkende på det canadiske tv-program You Can't Do That On Television havde hun i 1985 sparet nok penge sammen til at kunne finansiere en uafhængige singleudgivelse, Fate Stay With Me, der som b-side havde sangen Find The Right Man. Singlen blev ikke nogen succes, men det lykkedes hende dog at komme med i det amerikanske talentprogram Star Search. Det blev dog ikke til noget gennembrud, da hun røg ud i første runde.

## Den første pladekontrakt
I 1990 underskrev Morissette sin første pladekontrakt med MCA Records, og hun udgav sit første album, Alanis, i 1991. Dengang gik hun kun under navnet Alanis, da pladeselskabet frygtede, at folk ikke kunne kende forskel på hende og den canadiske sangerinde Alannah Myles. Hendes første album blev kun udgivet i Canada, hvor det til gengæld indspillede dobbelt platin. Hun blev desuden nomineret til 3 Juno Awards i kategorierne "Årets single", "Bedste dancealbum" og "Mest lovende sangerinde". Hun vandt sidstnævnte kategori.
Året efter (1992) udgav hun sit andet album, der dog ikke tilnærmelsesvis blev et lige så stort hit som forgængeren. Albummet var en bevægelse væk fra det første albums dance-pop-stil. Den manglende succes bevirkede, at pladeselskabet ikke forlængede hendes pladekontrakt.

## Los Angeles
I 1993 flyttede Morissette til Toronto. Ikke nok med at hun nu skulle bo alene – hun skulle også forsøge at komme videre med sin karriere. Derfor mødtes hun med en lang række sangskrivere, men uden resultat. Efter et par måneder i Toronto flyttede hun videre til Nashville. Derfra begyndte hun at rejse frem og tilbage til Los Angeles, hvor hun igen prøvede at arbejde sammen med så mange musikere som muligt for at finde en, som hun kunne arbejde sammen med. Det var i denne periode, at hun mødte produceren og sangskriveren Glen Ballard.
Ifølge Ballard var forbindelsen der med det samme, og inden der var gået en halv time, efter de havde mødt hinanden, var de allerede i gang med at eksperimentere med forskellige lyde i Ballards studie. På trods af Morissettes ungdommelighed vidste Ballard, at han havde at gøre med en, der var visere end normalt for den alder. Den første sang, de skrev sammen, hed The Bottom Line.
Det var dog først efter optagelsen af sangen Perfect, at der for alvor kom gang i arbejdet. Perfect blev både skrevet og optaget på 20 minutter med Ballard på guitar og Morissette, der improviserer teksten. Denne version, som kan høres på Jagged Little Pill, er den eneste, der blev optaget før udgivelsen. Efter Perfect var der åbnet for portene, og de følgende sange blev skrevet og optaget i hurtigt tempo.
Mens Alanis Morissette optog Jagged Little Pill, boede hun i en lille etværelseslejlighed. En eftermiddag, hvor hun var på vej hjem fra supermarkedet, blev hun berøvet. En mand rodede igennem hendes taske, mens han holdt en pistol mod hendes hoved. Hendes eneste bekymring var dog, om der skulle ske noget med den bog med tekster, der var i hendes taske. Heldigvis skete der ikke noget, hverken med hende eller med bogen, og de tekster udgør i dag en stor del af lyrikken på Jagged Little Pill.
Ifølge Morissette var Ballard den første, hun havde arbejdet sammen med, der opfordrede hende til at komme ud med alle hendes følelser og ikke være bange for blive gjort til grin. Resultatet blev, at hun delte alt, lige fra sin kærlighed til livet i You Learn til sine fantasier om hævn i You Oughta Know. Inspirationen til hendes tekster kom udelukkende fra egne personlige oplevelser. I foråret 1995 underskrev hun en pladekontrakt med Maverick Records.

## Jagged Little Pill
I 1995, som 21-årig, udgav Alanis Morissette sit første internationale album, Jagged Little Pill. Forventningerne var ikke særligt store. Selv hendes manager har senere indrømmet, at han ikke forventede at albummet ville sælge mere end 250.000 stk. Albummet debuterede da også som nr. 118 på Billboards top 200.
Tingene ændrede sig dog hurtigt, da en dj fra en indflydelsesrig radiostation faldt over You Oughta Know og begyndte at spille den nonstop. Sangen fik øjeblikkeligt opmærksomhed, og musikvideoen fik megen spilletid på MTV.
Selvom You Oughta Know blev et kæmpehit, var det dog det faktum, at de efterfølgende singler også var af høj kvalitet, der gjorde, at albummet blev så stor en succes. Efter You Oughta Know kom Hand In My Pocket, og tredjesinglen var Ironic, som blev hendes største hit. Med de efterfølgende singler You Learn og Head Over Feet lykkedes det Jagged Little Pill at blive på Billboards top 20 i mere end et år.
Jagged Little Pill blev en kæmpe succes med 16 millioner solgte albums alene i USA og 30 millioner på verdensplan. Singlerne er i dag anerkendt som nogle af de mest kendte sange fra 1990'erne.
Albummets succes skabte dog også en modreaktion. Folk beskyldte hende for at være styret af pladeselskabet og for at stjæle æren fra produceren Glen Ballard – og det selvom Morissette selv havde skrevet alle teksterne og de fleste af melodierne. Desuden var et sådant samarbejde ikke unormalt. Andre kaldte hendes ændrede image for kalkulerende og grådigt. Fansene svarede dog igen med, at Alanis jo nok havde ændret sig siden hendes sidste album udkom, eftersom hun dengang kun var 17 år gammel.
På trods af kritikken blev Jagged Little Pill nomineret til seks Grammyer, og vandt titlen som "Årets album", "Bedste kvindelige rocksang", "Bedste rocksang" og "Bedste rockalbum". I Danmark vandt Alanis Morissette desuden prisen "Årets udenlandske sangerinde" og "Årets nye udenlandske navn" ved Danish Music Awards.
Senere det år drog Morissette på en tour, der varede halvandet år. Den startede i små klubber og sluttede i store arenaer.

## Supposed Former Infatuation Junkie
Efter kæmpesuccesen med Jagged Little Pill og halvandet år på tour var Morissette udbrændt. Faktisk havde hun ikke længere lyst til at lave musik. Derfor tog hun bl.a. til Indien som backpacker og var også på Cuba i en periode. Hendes næste udspil kom derfor først i 1998 og var en sang, "Uninvited", til et på filmen City of Angels fra 1998.
Hendes næste album, Supposed Former Infatuation Junkie, fulgte senere samme år, igen i samarbejde med Glen Ballard. Hendes fans og kritikerne var dog ikke forberedt på hendes nye sangskrivningsstil, som gjorde op med mange traditionelle begreber om, hvordan en sang skal opbygges, fx på sangene The Couch og Unsent. 
På trods heraf fløj albummet af hylderne efter udgivelsen og solgte 469.000 stk. i USA i den første uge. Det var nok til at gå ind som nr. 1 på Billboards top 200 og var det højeste en kvindelig kunstner nogensinde havde solgt på en uge, men det var væsentligt mindre end pladeselskabet havde regnet med. Albummet forsvandt dog forholdsvist hurtigt fra hitlisterne igen og solgte 2,5 millioner eksemplarer i USA, men nåede dog op på 10 millioner på verdensplan. 
I 1999 vandt sangen "Uninvited" en Grammy for "Bedste kvindelige rocksang" og "Bedste rocksang", og den første single fra Supposed Former Infatuation Junkie, Thank You, blev nomineret til Grammyen for "Bedste kvindelige popsang". Senere samme år udgav Morissette albummet MTV Unplugged. I 1999 debuterede hun desuden som skuespiller med en rolle som Gud i filmen Dogma.

## Under Rug Swept
Efter Supposed Former Infatuation Junkie skulle der gå fire år, inden Morissette igen lod høre fra sig på musikfronten. Denne gang blev det dog uden Glen Ballard som samarbejdspartner. Alanis havde nemlig selv overtaget rollen som producer på Under Rug Swept. 
Endnu en gang debuterede albummet som nr. 1 på Billboards top 200, og endte med at sælge omkring en million album i USA, selvom kun singlen Hands Clean opnåede at blive spillet meget i radioen. Denne gang vandt hun dog ikke nogen Grammyer – til gengæld fik hun en Juno Award som "Bedste Producer".
I forbindelse med optagelser af Under Rug Swept blev der optaget en lang række sange, der ikke kom på albummet. Otte af disse blev udgivet på Feast On Scrabs, som desuden indeholder en DVD med live koncertoptagelser. 

## So-Called Chaos
I 2004 udkom albummet So-Called Chaos, som nåede femtepladsen på Billboards top 200, samtidigt med at det generelt fik ros af kritikerne. Samme år offentliggjorde hun, at hun var blevet forlovet med skuespilleren Ryan Reynolds. I 2005 udgav hun et album med sangene fra Jagged Little Pill i akustiske versioner for at fejre tiåret for udgivelsen af det oprindelige album.
I 2005 udkom et Greatest Hits-album fra Alanis Morissette.

## Diskografi/filmografi

### Fulde album
- Alanis (1991) (Kun udgivet i Canada)
- Now is the Time (1992) (Kun udgivet i Canada)
- Jagged Little Pill (1995)
- Supposed Former Infatuation Junkie, (1998)
- MTV Unplugged (1999)
- Under Rug Swept (2002)
- So-Called Chaos (2004)
- Jagged Little Pill Acoustic (2005)
- Alanis Morissette: The Collection (2005)
- Havoc and Bright Lights (2012)

### Andre udgivelser
- Feast on Scraps (2002)
- "iTunes Originals" (2004)

### Singler og andre vigtige sange
- Jagged Little Pill

1. "You Oughta Know"
2. "Hand In My Pocket"
3. "You Learn"
4. "Ironic"
5. "Head Over Feet"
6. "All I Really Want"

- City of Angels soundtrack

1. "Uninvited"

- Supposed Former Infatuation Junkie

1. "Thank U"
2. "Joining You"
3. "Unsent"
4. "So Pure"

- MTV Unplugged

1. "That I Would Be Good"
2. "King Of Pain"
3. "You Learn (MTV Unplugged)"

- Dogma soundtrack

1. "Still"

- Under Rug Swept

1. "Hands Clean"
2. "Precious Illusions"

- Feast on Scraps

1. "Simple Together"

- So-Called Chaos

1. "Everything"
2. "Out Is Through"
3. "Eight Easy Steps"

- Jagged Little Pill Acoustic

1. "Hand In My Pocket (akustisk)"

### Teater, fjernsyn og film
- You Can't Do That on Television (1986)
- Dogma (1999)
- The Vagina Monologues (1999)
- Sex and the City (1999)
- Jay and Silent Bob Strike Back (2001)
- Curb Your Enthusiasm (2002)
- The Exonerated (2003)
- De-Lovely (2004)
- American Dreams (2004)
- Degrassi: The Next Generation (2005)
- Weeds (2009)

### Live videoer
- Jagged Little Pill, Live (1997)
- Live in the Navajo Nation (2002)
- Feast on Scraps (2002)
- VH1 Storytellers (2005)